# Lambert de Toscana
Lambert (d. după 938) a fost conte și duce de Lucca și margraf de Toscana între 929 și 931.
Lambert a fost cel de al doilea fiu al margrafului Adalbert al II-lea de Toscana cu Bertha, fiica lui Lothar al II-lea de Lotharingia. El a succedat fratelui său mai mare, Guy (care a murit fără a avea moștenitori), ca duce de Lucca și margraf de Toscana. 
În 931, înainte de 17 octombrie, Ugo de Arles, regele Italiei, l-a deposedat și înlăturat pe Lambert, oferind Toscana și posesia familială de Lucca fratelui său, Boso. Trebuie menționat că Ugo de Italia era fratele vitreg (de mamă) lui Guy și Lambert. De asemenea, atunci când Guy a murit, Ugo s-a căsătorit cu văduva acestuia, Marozia.